# Le Crès
Le Crès é uma comuna francesa na região administrativa de Occitânia, no departamento de Hérault. Estende-se por uma área de 5,84 km². Em 2010 a comuna tinha 9 449 habitantes (densidade: 1 618 hab./km²).